# Faculdade de Informação e Comunicação da Universidade Federal de Goiás
A Faculdade de Informação e Comunicação da Universidade Federal de Goiás (UFG) é uma unidade pública de ensino, pesquisa e extensão, localizada em Goiânia.
Surgido a partir do desmembramento do Instituto de Ciências Humanas e Letras, foi criado com o nome Faculdade de Comunicação e Biblioteconomia (Facomb). O nome atual da unidade se dá desde 2012, com a transferência do curso de Gestão da Informação, que migrou do Instituto de Informática (Inf). A FIC possui vários cursos de graduação e pós-graduação, sendo Jornalismo o mais antigo deles, fundado em 1966. Sob a participação da faculdade também estão a Rádio Universitária e a TV UFG.
Situa-se no Campus Samambaia, na região norte de Goiânia.